# Casa la Fraternitat
Casa la Fraternitat és un edifici del municipi de Biure (Alt Empordà) protegit com a bé cultural d'interès local.

## Descripció
Situada dins del nucli urbà de la població de Biure, formant cantonada entre el carrer de Maçanet i la plaça del Carme.
Edifici rehabilitat de planta rectangular, amb la coberta de teula de dues vessants i distribuït en planta baixa i pis. La construcció presenta obertures d'arc rebaixat disposades a totes les façanes, amb els emmarcaments fets de maons. Una motllura horitzontal recorre la divisòria dels pisos als paraments de llevant i tramuntana. L'interior de l'edifici, ben reformat, presenta una gran sala voltada per una galeria al nivell del pis, que està coberta per una gran encavallada de fusta. Per la banda interior, les obertures són esbiaixades. Durant l'última restauració s'annexionà una nova ala de vidre, adossada al sector sud-oest de l'edifici.
La construcció presenta els paraments arrebossats.

## Història
Al segle xix el moviment associatiu va assolir gran importància als pobles de la comarca de l'Alt Empordà. Es van formar les societats de socors mutus per assegurar l'assistència mèdica a tots els veïns que econòmicament no s'ho podien permetre. El finançament provenia de les quotes dels seus socis.
L'embrió de la creació d'aquesta societat de socors, que es coneixerà com "La Fraternal" apareix ja l'any 1887, tot i que l'edifici a la Plaça del Carme, seu permanent de la societat, data de l'any 1911.
Entre els anys 1995-1999 es va dur a terme la rehabilitació de l'edifici a càrrec de l'arquitecte Xavier Teixidor Bigas; obra seleccionada als Premis d'Arquitectura de les Comarques de Girona 1999. Es va mantenir no només la façana sinó la imatge interior de l'espai. Es van restaurar balaustrades, encavallades de fusta, arcs de les obertures, el rètol, etc.
La societat de Socors Mutus, com a tal, va desaparèixer l'any 1994, ja que l'estat, amb el servei de Seguretat Social va assolir les seves funcions.
Actualment és coneguda com "La Sala" i fa les funcions de centre cívic del poble per a actes culturals.